# Hausen bei Würzburg
Hausen bei Würzburg é um município da Alemanha, situado no distrito de Würzburgo, no estado da Baviera. Tem 21,97 km² de área, e sua população em 2019 foi estimada em 2.451 habitantes.